# Наум, Наталия Михайловна
Ната́лия Миха́йловна Нау́м (укр. Наталія Михайлівна Наум; 14 января 1933, Старый Мизунь, Польская Республика — 22 марта 2004, Киев, Украина) — советская и украинская актриса театра и кино. Народная артистка Украинской ССР (1974), лауреат Государственной премии Украины имени Александра Довженко (1999).

## Биография
Родилась в селе Старый Мизунь (ныне Калушский район, Ивано-Франковской области, Украины) в многодетной семье лесоруба. В 9 лет стала сиротой — отец и мать погибли во время войны. Наталья попала в детский дом, потом — в школу-интернат. Окончив 7-летнюю школу, поступила в ремесленное училище. Впоследствии работала на швейной фабрике, занималась в театральном кружке. После дебюта в 1950 году в спектакле Черновицкого музыкально-драматического театра имени Ольги Кобылянской по пьесе «Мадам Баттерфляй» работала во вспомогательном составе труппы.
С 1953 года снималась в кино, впервые — в картине «Земля», режиссёр которой, Амвросий Бучма, впоследствии порекомендовал её к зачислению в Киевский национальный университет театра, кино и телевидения имени И. К. Карпенко-Карого. В 1958 году Наум окончила институт (в мастерской Михаила Верхацкого) и стала актрисой Киевской киностудии имени Александра Довженко.
Член КПСС с 1979 года, член Союза кинематографистов СССР (СК Украинской ССР).
Наталия Наум жила в Киеве на улице Грушевского. Скончалась в больнице 22 марта 2004 года. Похоронена на Байковом кладбище в Киеве.

### Семья
- муж — Владимир Денисенко (1930—1984, в браке с 1958) — кинорежиссёр, сценарист, педагог.
  - сын — Александр Владимирович Денисенко (род. 1958) — драматург и прозаик, сценарист, актёр, режиссёр, автор теле- и радиопередач.
  - сын — Тарас Владимирович Денисенко (1965—2017) — актёр театра и кино.

## Фильмография
- 1954 — Земля — Парася
- 1955 — Педагогическая поэма — Наталка Петренко
- 1956 — Главный проспект — Зина
- 1957 — Партизанская искра — Поля Попик
- 1958 — Поэма о море — Олеся
- 1959 — Это было весной
- 1959 — Таврия — горничная
- 1959 — Олекса Довбуш — Маричка, любимая Олексы
- 1960 — Крепость на колёсах — Надежда
- 1960 — Роман и Франческа — Мадонна
- 1960 — Спасите наши души — Кэтрин
- 1961 — За двумя зайцами — Галя
- 1962 — Среди добрых людей — медсестра
- 1962 — Молчат только статуи — Гедда Олафсон
- 1962 — Сейм выходит из берегов — эпизод
- 1964 — Сон — Ядвига Гусаковская
- 1964 — Сумка, полная сердец — Марина
- 1966 — Бурьян — секретарша
- 1968 — На Киевском направлении — Юстина
- 1969 — Тяжёлый колос — Варвара Заречная
- 1970 — Белая птица с чёрной отметиной — Катрина Звонариха
- 1970 — Путь к сердцу — мать Шурика
- 1971 — Живая вода — Христина
- 1972 — Тихие берега — Пелагея
- 1972 — Случайный адрес — мама Стасика
- 1973 — Абитуриентка — Мария Гриценко
- 1974 — Повесть о женщине — Наталка Нечай
- 1976 — Переходим к любви — мать
- 1976 — Аты-баты, шли солдаты… — Валентина Ивановна
- 1978 — Жнецы — Ольга Платоновна
- 1978 — Наталка Полтавка — мать
- 1980 — Визит в Ковалёвку — Параска Глущенко
- 1982 — Высокий перевал — Ярослава Петрин
- 1984 — Прелюдия судьбы — мать
- 1984 — Что у Сеньки было — мать близнецов
- 1985 — Как молоды мы были
- 1988 — Каменная душа — мать Марусяка
- 1990 — Красное вино победы — тётя Зина, нянечка
- 1991 — Личное оружие — Нечитайло, прокурор
- 1993 — Всё прошло
- 1995 — Вальдшнепы
- 1995 — Остров любви (Фильм третий. «Природа») — мать гуцула
- 1996 — Казнённые рассветы — Федора
- 1999 — Поэт и княжна — княгиня Репнина

## Награды
- заслуженная артистка Украинской ССР (1967)[1];
- орден Трудового Красного Знамени (1971)[источник не указан 570 дней];
- народная артистка Украинской ССР (1974)[2];
- специальный приз кинофестиваля «Стожары» за весомый вклад в киноискусство (1995)[источник не указан 570 дней];
- Государственная премия Украины имени Александра Довженко (20 августа 1999) — за выдающийся творческий вклад в создание художественного фильма «За двумя зайцами»[5];
- Государственная стипендия выдающемуся деятелю культуры (2000)[источник не указан 570 дней];
- орден княгини Ольги III степени (15 января 2003) — за весомые достижения в профессиональной деятельности, многолетний добросовестный труд[6].